# Тулинцев, Александр Семёнович
Александр Семёнович Тулинцев (1925—2015) — участник Великой Отечественной войны, телефонист роты связи 205-го гвардейского стрелкового полка 70-й гвардейской стрелковой дивизии 13-й армии Центрального фронта, гвардии красноармеец.

## Биография
Родился 14 сентября 1925 года в городе Талды-Курган, ныне Талдыкорган — административный центр Алма-Атинской области Республики Казахстан, в крестьянской семье.
Окончил 7 классов. Работал в колхозе имени 3-й пятилетки.
20 февраля 1943 года был призван в ряды Красной Армии Талды-Курганским райвоенкоматом Алма-Атинской области Казахской ССР и направлен на учёбу в Ташкентское военное пулемётно-миномётное училище (город Чирчик Ташкентской области). Позже данное училище было перемещено в город Термез (Узбекистан). Окончил училище в августе 1943 года (шестимесячные ускоренные курсы — отделение подготовки специалистов связи).
В действующей армии с 20 августа 1943 года по 1 марта 1944 года. С 20 августа по 10 октября 1943 года — телефонист в составе Центрального фронта, с 10 октября 1943 года по 1 марта 1944 года — телефонист в составе 1-го Украинского фронта.
Телефонист роты связи 205-го гвардейского стрелкового полка комсомолец гвардии красноармеец Александр Тулинцев в ночь на 20 сентября 1943 года в числе первых под огнём противника переправился через Днепр в районе села Домантово Чернобыльского района Киевской области Украины и, проложив кабельную линию, установив связь с передовым отрядом. В ходе боя на плацдарме отважный гвардеец-связист пробрался к окружённому советскому батальону и восстановил с ним связь. Гвардии красноармеец Тулинцев шесть суток находился в тылу врага и передавал ценные данные о действиях противника и о расположении его огневых точек.
В 1947 году Александр Тулинцев стал офицером, окончив Ленинградское военное училище связи. Член ВКП(б)/КПСС с 1946 года. С 30 июля 1953 года майор Тулинцев А. С. — в запасе.
Работал инженером в Талды-Курганском областном управлении связи, радиотехником в Талды-Курганском аэропорту.
На протяжении многих лет (с 1955 по 1987 годы) Тулинцева избирали депутатом Талды-Курганского городского и областного советов. В 1965—1966 годах он возглавлял профсоюз работников Талды-Курганского аэропорта. С 1975 по 1986 годы являлся членом Талды-Курганского городского Совета ветеранов войны и труда, а в 1986—1996 годах — Талды-Курганского областного Совета ветеранов.
В последние годы жил в Калининграде.
А. С. Тулинцев — последний Герой Советского Союза — ветеран Великой Отечественной войны, проживавший в Калининградской области.
Был участником юбилейных Парадов Победы 1990 и 1995 годов в Москве.
Фильм посвящённый герою был снят творческим объединением из города Балтийска "СЕРЕБРЯНЫЙ ОСЁТР".

### Семья
- Отец — Тулинцев Семен Панкратович (род. 1902).
- Мать — Тулинцева Мария Андреевна (род. 1902).
- Жена — Тулинцева Екатерина Афанасьевна (род. 1927).
- Дочери:
  - Тулинцева Людмила Александровна (род. 1950),
  - Чепурная Наталья Александровна (род. 1952).

## Награды
- Указом Президиума Верховного Совета СССР от 16 октября 1943 года «за успешное форсирование реки Днепр севернее Киева, прочное закрепление плацдарма на западном берегу реки Днепр и проявленные при этом отвагу и геройство» гвардии красноармейцу Тулинцеву Александру Семёновичу присвоено звание Героя Советского Союза с вручением ордена Ленина и медали «Золотая Звезда» (№ 1812).
- Награждён орденом Ленина, орденом Отечественной войны 1-й степени, медалями.
- Удостоен звания «Почётный гражданин города Талды-Курган».